# Madsebakke
Madsebakke er en klippeskråning mellem Sandvig og Allinge på Nordbornholm (Stadionvej 1, 3770 Allinge). Den er kendt for sine omfattende helleristninger fra yngre bronzealder (ca. 1100-500 f.Kr.).
Madselykke helleristningsfelt er Danmarks største med 14 skibsristninger, fem hjulkors, fem fodfigurer og mange skåltegn. Fodfiguren peger mod solen ved solopgang ved sommersolhverv.
Madsebakke har været et betydeligt kultsted i bronzealderen.
Navnet Madsebakke skyldes, at bakken i 1719 var ejet af en mand ved navn Madtz. Helleristningerne blev opdaget af svenske stenhuggere, som dog kunne konstatere, at granitten var af en dårlig kvalitet. Det betød, at billederne overlevede. Blot 100 meter fra Madsebakke blev to andre klipper sprængt i stykker i slutningen af 1800-tallet ved granitbrydning, selv om også de var fyldt med helleristninger, blandt andet en menneskefigur.

## Fredning
Et areal på 0,5 hektar ved Storløkkebakken (Birkebjerg) blev fredet i 1930 for at beskytte helleristningerne og for at give offentligheden adgang til oldtidsminderne. I 1944 blev Madsebakke og det nærmeste areal fredet for at beskytte helleristningerne. I 1965 blev yderligere et område ved Madsebakke fredet, så det samlede, fredede areal er på 1,5 hektar.
I 2006 rejste DN fredningssag for Madsebakke, men fredningssagen blev i første omgang afvist af Fredningsnævnet, fordi det ville blive en dyr fredning, da flere lodsejere allerede havde fået lov til at udstykke sommerhusgrunde. Danmarks Naturfredningsforening klagede og i 2009 afgjorde Naturklagenævnet sagen. Det fandt, at helleristningerne er så vigtige, at det vil betale for, at de kan bevares, og dermed at området fredes. Afgørelsen blev anket, men Natur- og Miljøklagenævnet traf 8. september 2011 afgørelse i sagen: 43 hektar blev fredet; Staten og Bornholms Regionskommune ejer de 27 hektar, mens private har de 16 hektar.

## Galleri
- Hjulkors
- Skib med mand, hjulkors
- Skib
- Skib med forlænget køl.
- Fodsåle